# Nationalpark De Groote Peel

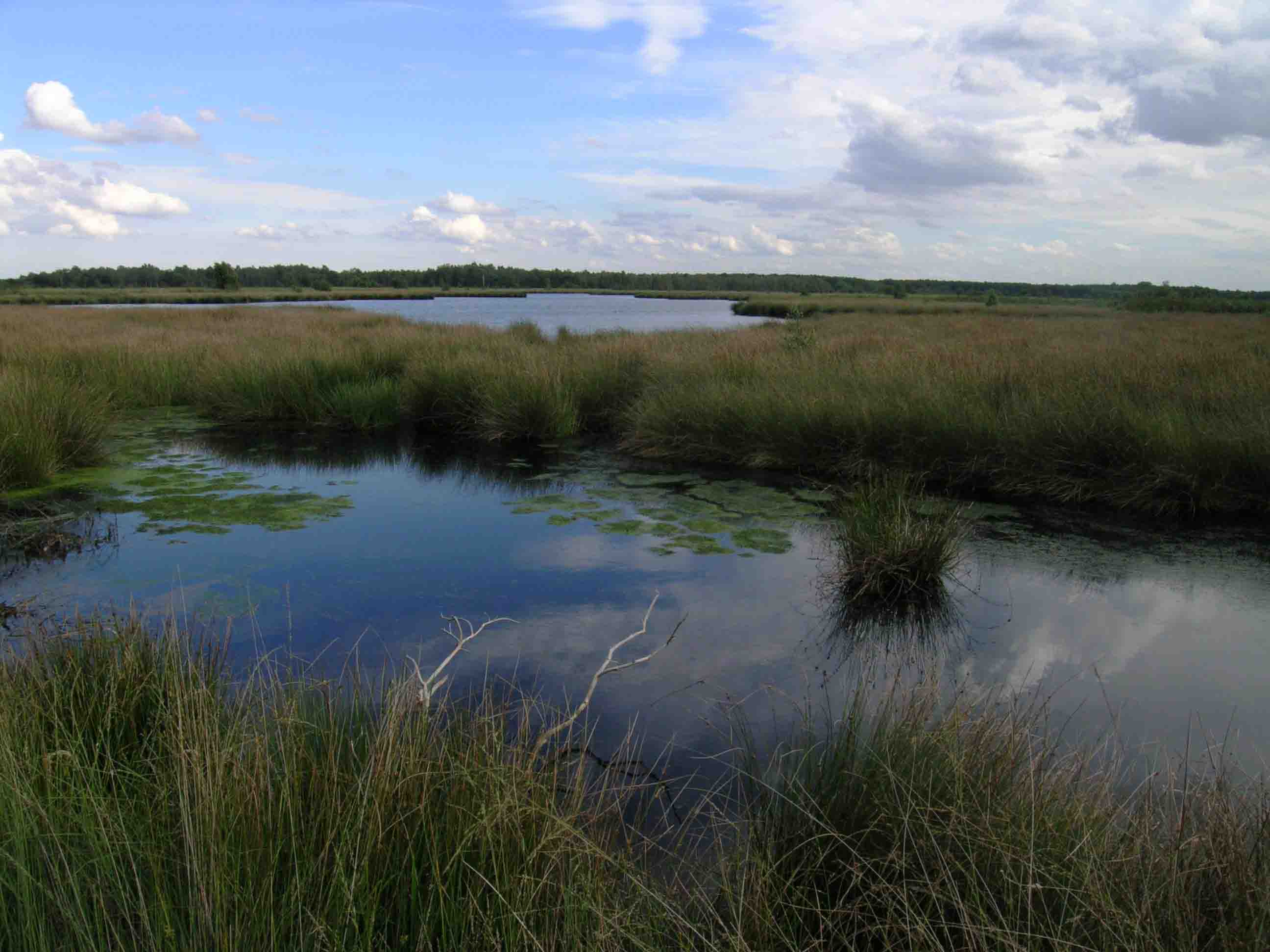
See in De Groote Peel

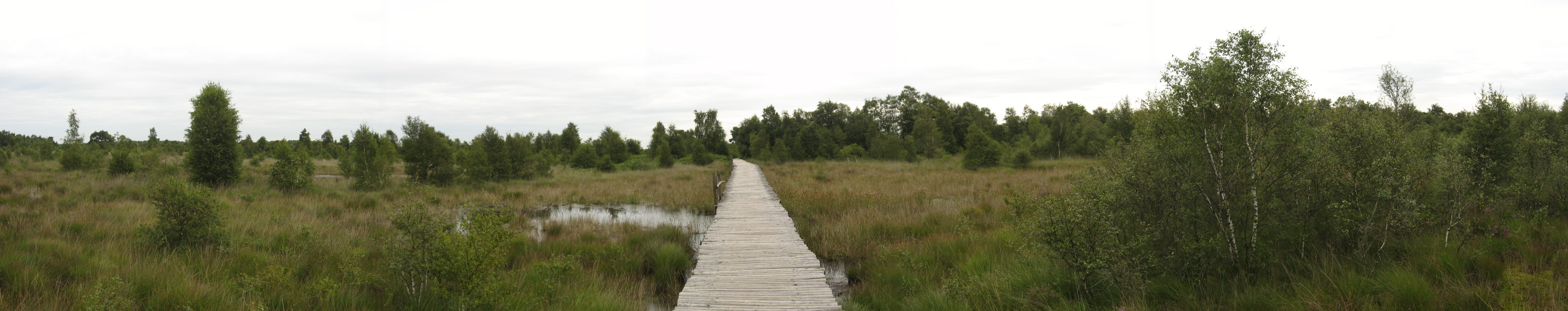
Panorama mit einer der typischen knuppelbruggen („Knüppelbrücken“)

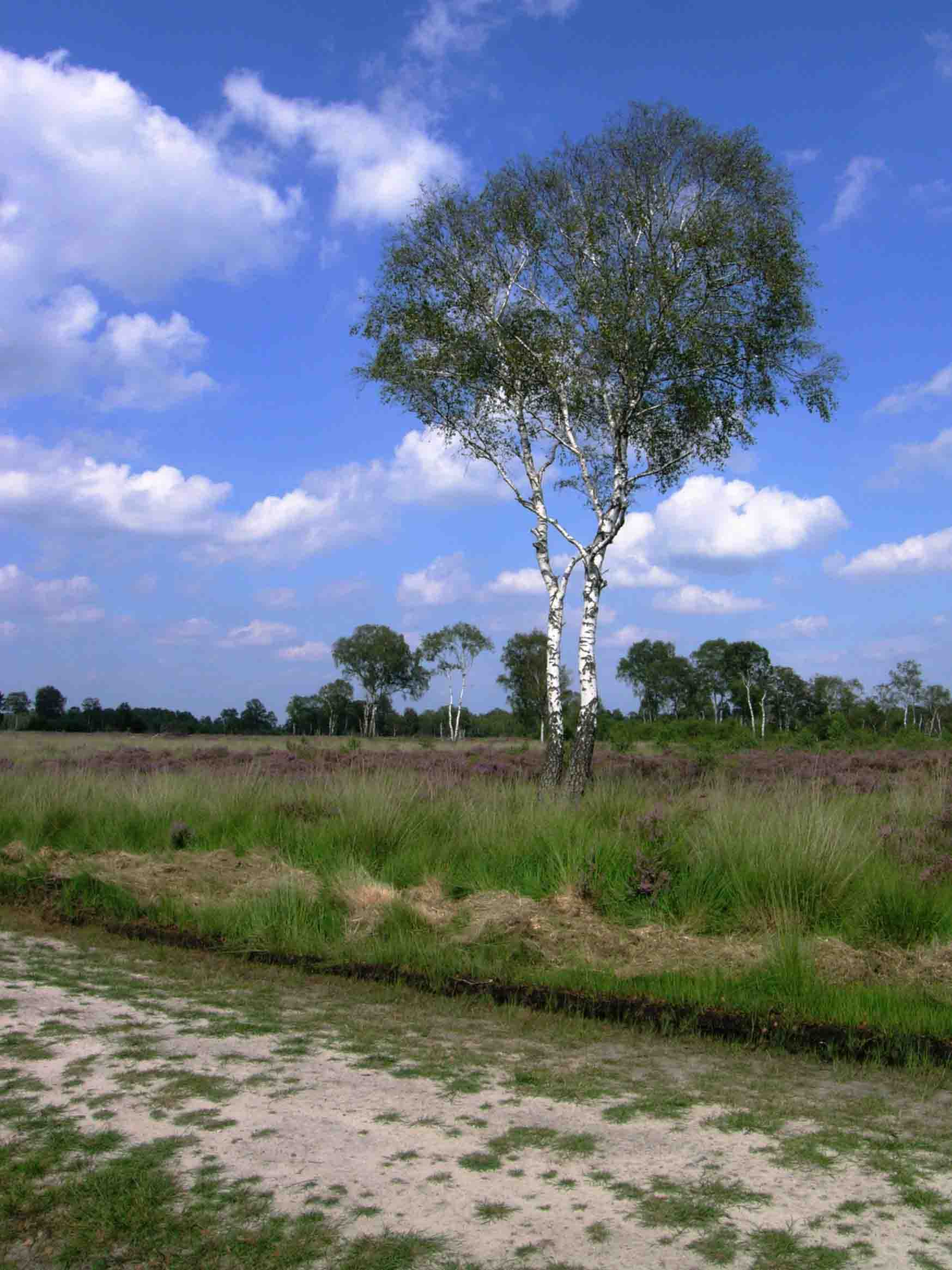
Birke an einem Weg im Groote Peel

De Groote Peel ist ein zwischen Eindhoven und Venlo liegendes Hochmoor. Es ist Teil eines ursprünglich 30.000 Hektar großen Hochmoores, von dem infolge umfangreicher Meliorationen nur noch zwei Hochmoorreste erhalten sind. De Groote Peel ist der südliche, verbliebene Rest dieses Hochmoors. Im Norden liegt De Verheven Peel. De Groote Peel wird in den Niederlanden als Nationalpark mit einer Fläche von gut 1400 ha geführt, allerdings entspricht das niederländische Verständnis von einem Nationalpark nicht unbedingt immer in jeder Hinsicht den internationalen Kriterien. Als Naturschutzgebiet ist De Groote Peel bereits seit 1951 ausgewiesen und wurde 1993 zu einem der heute (2022) 21 niederländischen Nationalparks erklärt. Der Park wird jährlich von etwa 100.000 Besuchern besucht.

## Merkmale
De Groote Peel weist ausgedehnte Wasserflächen auf, die durch frühere Abtorfungen entstanden sind. Daneben bestehen nicht abgetorfte Moorflächen, die überwiegend mit Pfeifengras bewachsen sind. Hochmoortypische Lebensräume sind nur noch in Fragmenten vorhanden. Es sind noch großflächige Feuchtgebiete vorhanden, die relativ ungestört und als Rastplatz unter anderem für Kranich, Waldsaatgans, Großen Brachvogel und Rotschenkel bedeutsam sind. Sowohl zur Vogelbrutzeit als auch während der Zugzeiten sind daher die ins Moor führenden Pfade gesperrt. Am südlichen Rand des Gebietes, in der Nähe des Orts Ospel, befindet sich ein Informationszentrum, von dem aus einige Knüppeldammwege entlang des Moorrandes führen. Das eigentliche Moorzentrum ist für Besucher nur über einige Wege und außerhalb der Vogelbrut- und -zugzeiten zugänglich.

## Belege

### Einzelbelege
1. ↑  Homepage des Nationalparks, abgerufen am 12. November 2018 (niederländisch)
2. ↑  Gorissen, S. 27
3. ↑  „De Nationale Parken Nederland“, Frans Buissink, ANWB, 2004, Seite 134–139, ISBN 90-18-01875-9
4. ↑  Staatsbosbeheer: Staatsbosbeheer - über die drei Peelgebiete an der Provinzgrenze zwischen Nord-Brabant und Limburg. In: Staatsbosbeheer. Websitebetreiber Staatsbosbeheer, abgerufen am 10. Juni 2019 (niederländisch).